# Rumian polny
Rumian polny (Anthemis arvensis L.) – gatunek rośliny z rodziny astrowatych.

## Rozmieszczenie geograficzne
Rodzimy obszar jego zasięgu obejmuje niemal całą Europę, Afrykę Północną (Algieria, Tunezja), wyspy Kanaryjskie, Azję Zachodnią, Kaukaz i Arabię Saudyjską. Rozprzestrzenił się jako gatunek zawleczony lub uciekinier z upraw również na Azorach, w Australii, Nowej Zelandii i Ameryce Północnej. W Polsce jest pospolitym na całym obszarze archeofitem.

## Morfologia

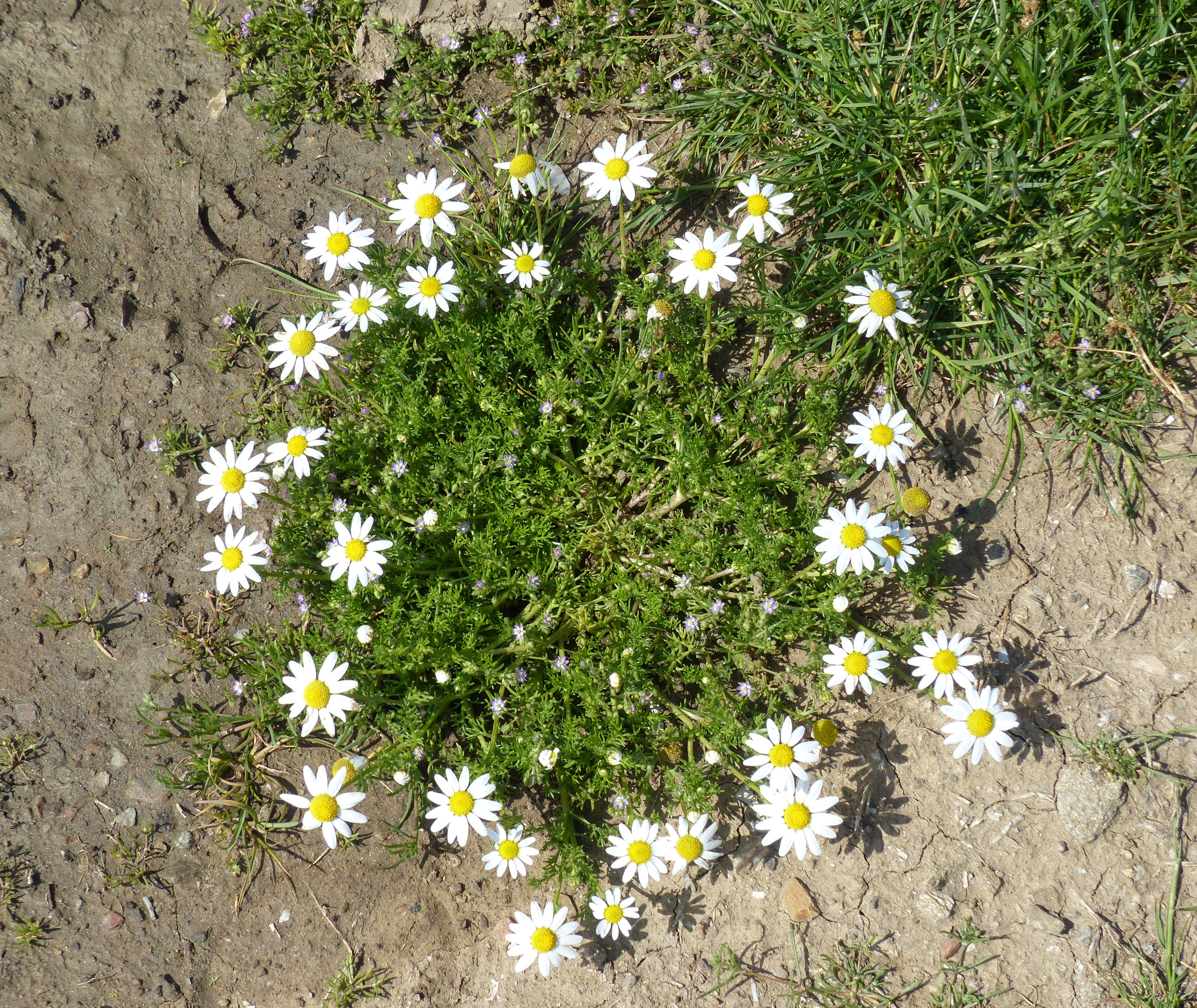
Pokrój

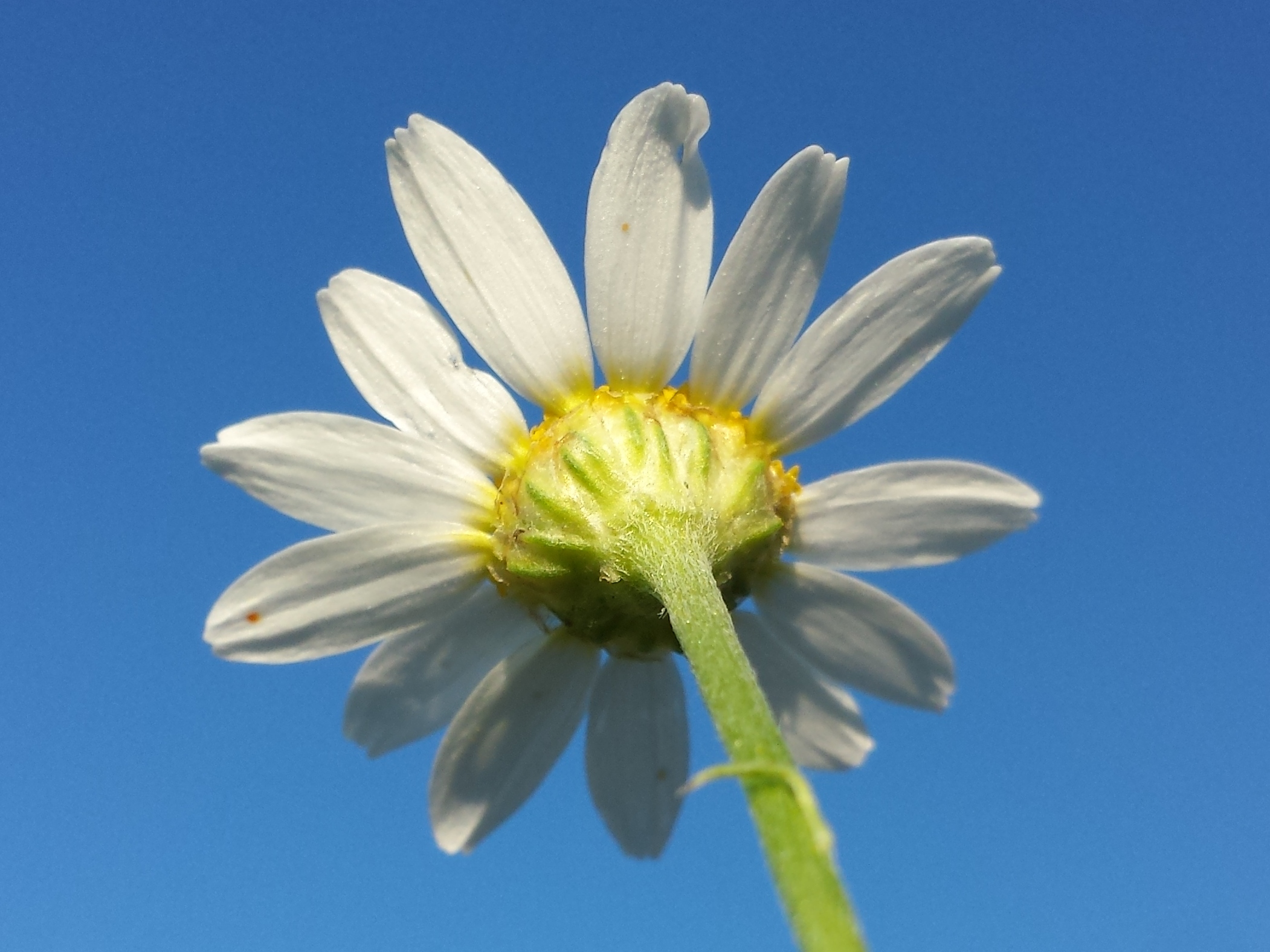
Koszyczek

ŁodygaWzniesiona, zazwyczaj rozgałęziona, osiągająca zwykle do 40, rzadziej do 50 cm wysokości. Łodyga jest słabo bruzdowana, czasem naga, ale częściej owłosiona, przy czym włoski w większości są przylegające, nieliczne bywają odstające.
LiścieSiedzące, w zarysie podługowate, do 4 cm długości, o blaszce podwójnie pierzastosiecznej i równowąskich oraz lancetowatych odcinkach o szerokości do 1 mm, ząbkowanych i zaostrzonych.
KwiatyZebrane w koszyczki o średnicy 2–4 cm rozwijające się pojedynczo na końcach długich szypuł. Listki półkulistej okrywy koszyczków z błoniastym obrzeżeniem, nagie do kędzierzawo owłosionych. Dno koszyczka jest silnie wypukłe, a podczas dojrzewania owoców staje się stożkowe. Na całej powierzchni dno koszyczka pokryte jest lancetowatymi plewinkami o długości 4 mm, łódeczkowato zagięte, zwężające się w krótką ość. Brzeżne kwiaty języczkowe (słupkowe lub płonne) są białe, w liczbie do 13, podługowate, o długości 6–10 mm (rzadko więcej), na szczycie ząbkowane. Kwiaty wewnątrz koszyczka są rurkowate, obupłciowe, żółte, o rurce długości do 4 mm.
OwoceJasnobrunatne, tępokanciaste, podłużnie żeberkowane niełupki bez guzków, lecz delikatnie punktowane, osiągające 2–2,5 mm długości. Owocki powstające z kwiatów rurkowatych są szersze i zwykle groniaste – głęboko bruzdowane. Owocki powstające z kwiatów języczkowatych są węższe i lekko zgięte.

## Biologia i ekologia
Roślina jednoroczna (zarówno ozima, jak i jara). Kwitnie od czerwca do października. Rośnie na przydrożach i w uprawach rolnych jako chwast, licznie występuje na ścierniskach, często w uprawach ozimego żyta. Preferuje gleby lekkie, kwaśne i bogate w azot, jest rośliną wskaźnikową gleb ubogich w wapń. W klasyfikacji zbiorowisk roślinnych gatunek charakterystyczny dla rzędu Centauretalia cyanii. Liczba chromosomów 2n = 18.

## Zmienność
Gatunek zróżnicowany na sześć podgatunków:
- Anthemis arvensis subsp. acrochordona Briq. & Cavill.
- Anthemis arvensis subsp. arvensis
- Anthemis arvensis subsp. cyllenea (Halácsy) R.Fern.
- Anthemis arvensis subsp. glabra (Rouy) Jeanm.
- Anthemis arvensis subsp. incrassata (Loisel.) Nyman
- Anthemis arvensis subsp. sphacelata (C.Presl) R.Fern.

Tworzy mieszańce z rumianem psim i rumianem żółtym. 

## Znaczenie użytkowe
Ziele Herba Anthemidis arvensis było wykorzystywane w ziołolecznictwie ludowym.

## W kulturze
Dawnym Słowianom jego kwiaty służyły do odczyniania wróżb dotyczących zdrowia i szczęścia poszczególnych domowników.